# Cristóbal Ignacio de Soria y Montero de Espinosa
Cristóbal Ignacio de Soria y Montero de Espinosa (n. Lebrija, España - m. Santiago de Guatemala, Guatemala, mayo de 1757) fue un militar español, que de 1750 a 1754 fue gobernador de la provincia de Costa Rica.
Fue hijo del capitán Cristóbal de Soria y Micaela Teresa Montero de Espinosa. Casó el 18 de octubre de 1744 en La Habana, Cuba, con María Galán de Torres y Román de Morales, natural de Cádiz, viuda del teniente Francisco Díaz Bravo e hija de Sebastián Galán de Torres y Ana María Román de Morales.
Sirvió en la marina española y alcanzó el grado de teniente de fragata.
El 13 de mayo de 1747 fue nombrado corregidor de El Realejo.

## Gobernador de Costa Rica
El 21 de mayo de 1748 el rey Fernando VI lo nombró gobernador de Costa Rica, por el fallecimiento de don Joan Gemmir i Lleonart y Fontanills en 1747. Tomó posesión el 14 de marzo de 1750.
Durante su gobierno se promovió el desarrollo de la población de la Villa Nueva de la Boca del Monte (la actual ciudad de San José). En 1751 el teniente de cura de la población don Juan de Pomar y Burgos consiguió llevar agua a la población. El 22 de diciembre de 1752, los vecinos del valle de Aserrí, donde se hallaba la Villa Nueva y que dependía en lo político y militar del teniente de gobernador de Barva, suscribieron un memorial en el que se pedía al gobernador que nombrara un teninete de gobernador para el valle. Soria accedió a la petición y nombró como teniente de gobernador del valle de Aserrí, sin sujeción al de Barva, a don Gregorio Sáenz de Quintanilla y Vázquez, nieto del gobernador Juan Francisco Sáenz Vázquez de Quintanilla y Sendín de Sotomayor. Además, en enero de 1755 el alcalde primero de Cartago Tomás López del Corral dio orden para que los vecinos que vivían dispersos en el valle de Aserrí se pasaran a vivir a esa población, con la amenaza de graves penas, porque las pocas casas que en ella habían construido no las habitaban y se habían caído.
En marzo y junio de 1753 los zambos mosquitos saquearon el valle de Matina.
El 10 de noviembre de 1753 la Real Audiencia de Guatemala dispuso que los tenientes de gobernador rindieran fianza para poder ejercer el oficio. Esto provocó la renuncia del teniente de Cartago don Francisco Javier de Oriamuno y Vázquez Meléndez, del teniente de Barba de don Francisco Flores y el de Aserrí don Gregorio Sáenz de Quintanilla, debido a sus limitados recursos. El gobernador nombró en su lugar a otras personas, pero todas se excusaron por la imposibilidad de prestar la fianza. El 13 de marzo de 1754 Soria se dirigió a la Audiencia para exponerle la situación, y finalmente el 8 de enero de 1755 la Audiencia dispuso que no se exigiera fianza a los tenientes que nombrara el gobernador de Costa Rica.
El 8 de octubre de 1754, debido a que sencontraba bastante enfermo, dirigió una carta a don Alonso de Arcos y Moreno, presidente de la Audiencia, en la que le manifestaba: 
“Muy Ilustre Señor= Señor= Habiéndome constituido el continuo afán del gobierno de estas provincias en el sistema de una debilitada salud, a la que molestan incesantemente muchos accidentes, y con mayor mortificación uno habitual para cuyos malignos resultos no ministra este país remedio proporcionado, me tomo el honor de acceder al solio, y dosel de Vuestra Señoría para representar el deplorable estado en que me hallo con la confianza de impetrar el alivio que no sabrá negarme la piedad de Vuestra Señoría cuando es exigido de aquel primer derecho que la naturaleza imprime a todo subsistente para promover su conservación: y no descubriendo para la mía más proporcionado remedio que la de internarme a esa ciudad, en que la pericia de los físicos y la copia de medicamentos facilitan la recaudación de la salud, que miro imposible en la inopia de todo que se padece en este desierto, paso a suplicar con todos los rendimientos del ánimo más submiso, se digne Vuestra Señoría de concederme licencia para buscar el consuelo que tanto necesitan mis dolencias en esa ciudad, proveyendo en el gobierno de estas provincias alguno de los sujetos que residen en ella que las gobierne como mi teniente, hasta que restablecido en mi salud pueda volver a continuar mis trabajos en el restante tiempo que me falta para llenar el que la Real Persona se sirvió concederme por su real cédula, que es hoy tan corto, que el día catorce del mes de marzo del año próximo futuro de mil setecientos cincuenta y cinco se habrán cumplido los cinco años de mi posesión que es el término que me prescribió la real mercede con que se dignó honrarme la Real Persona. Vivo en la persuasión de que será útil al gobierno de este país, que yo pueda exponer a Vuestra Señoría el infeliz sistema que hoy lo aflige para que consultados puedan aplicarse más eficaces los remedios; y no es asequible sin una prolija dilatadísima narración que lo ocupe abultado volumen dar por escrito una representación que se puede concluir con más utilidad en pocas horas de verbal conferencia. Espero de la gran piedad de Vuestra Señoría dará el más benigno condescenso de esta mi consulta, y súplica, que viene esforzada de los respectos de derecho, utilidad, y servicio de la Real Persona. Cartago, y octubre ocho de mil setecientos cincuenta y cuatro = Muy Ilustre Señor: Cristóbal Ignacio de Soria.”
El presidente de la Audiencia recibió esta carta en Santiago de Guatemala el 11 de diciembre de 1754, y en atención a que apenas faltaban unos meses para que concluyera el período de Soria, en la misma fecha nombró como gobernador interino de Costa Rica al maestre de campo don Francisco Fernández de la Pastora y Miranda, prominente vecino de Cartago. Este regresó enseguida a Costa Rica y el teniente Soria le entregó el mando político de la provincia el 25 de marzo de 1755. Posteriormente se trasladó a Santiago de Guatemala, donde murió.